# Gerichtsvollziehergehilfe
Gerichtsvollziehergehilfe ist ein juristischer Beruf oder ein Fachangestellter eines Gerichtsvollziehers (in diesem Fall ist der Beruf analogisch zu den deutschen Rechtsanwaltsgehilfen und Notargehilfen, Steuerfachgehilfen).

## Italien
Gerichtsvollziehergehilfen unterstützen die Gerichtsvollzieher bei der Zustellung von Gerichtsakten und bei den verschiedenen gesetzlich vorgesehenen Maßnahmen. Sie verrichten dabei auch verschiedene Büroarbeiten. Voraussetzung ist der Besuch einer 5-jährigen Oberschule.

## Litauen
In Litauen ist der Gerichtsvollziehergehilfe kein Angestellter des öffentlichen Amts. Er arbeitet in der Gerichtsvollzieherkanzlei (auch wie die litauischen Gerichtsvollzieher im privaten Sektor). Im Gegensatz zu juristischen Fachangestellten in Deutschland darf der Gerichtsvollziehergehilfe bestimmte Aufgaben des Gerichtsvollziehers ausüben, die an diesen vom Staat übertragen sind. Also juristisch gesehen darf der Gerichtsvollziehergehilfe im Namen des Staates handeln.
Eine Person kann zum Gerichtsvollziehergehilfen werden, wenn sie die Staatsangehörigkeit der Republik Litauen besitzt und eine Person mit guter Reputation ist, wenn sie einen Hochschulabschluss der Rechtswissenschaften verfügt, den Arbeitsvertrag mit dem Gerichtsvollzieher und die Berechtigung für die Ausübung der Tätigkeit eines Gerichtsvollziehergehilfen hat. Der Gerichtsvollziehergehilfe wird in die Gerichtsvollziehergehilfenliste vom Litauischen Justizministerium eingetragen. Dem Gerichtsvollziehergehilfen wird ein Gerichtsvollziehergehilfeausweis ausgestellt.